# Ławra

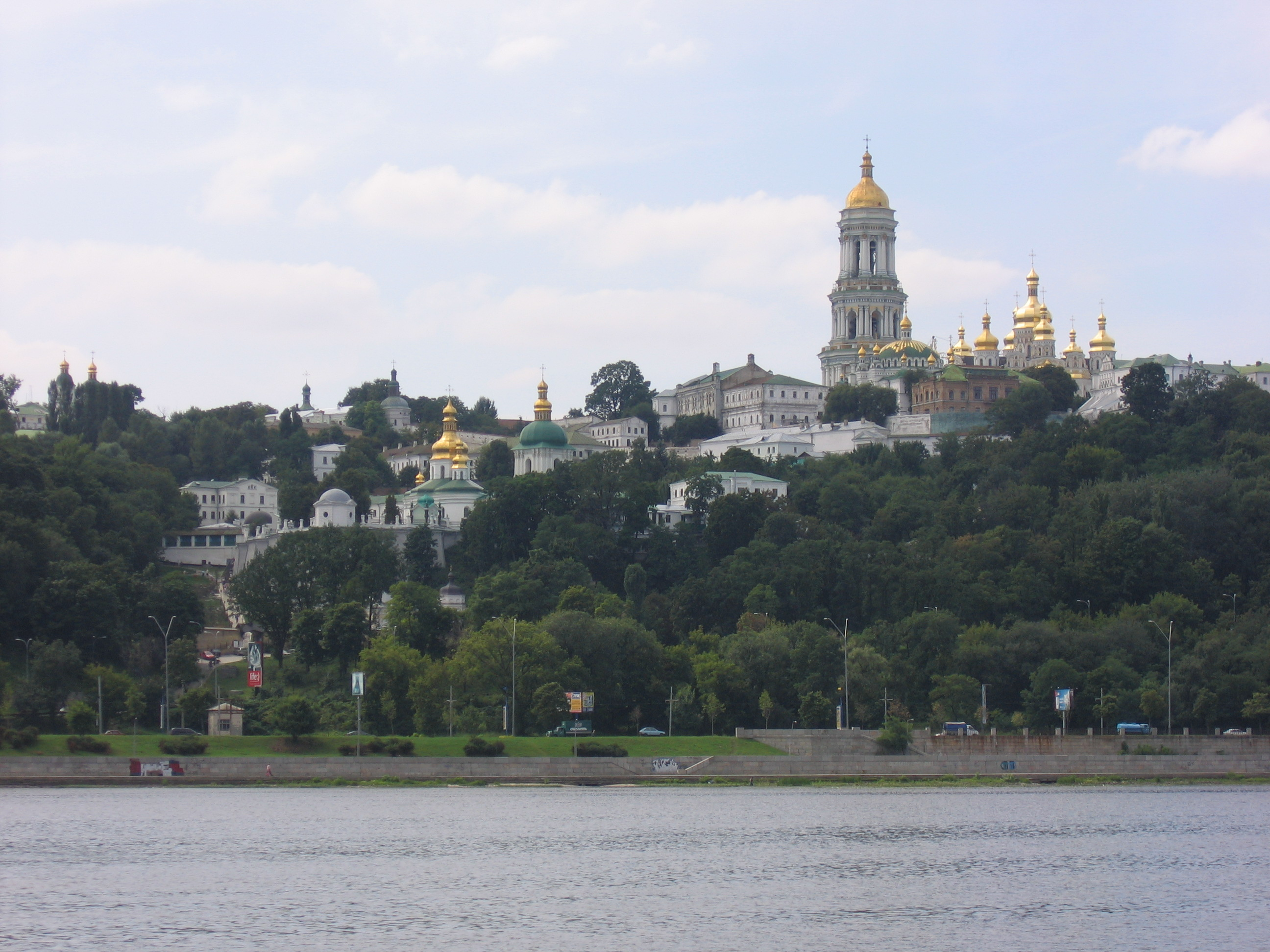
Ławra Peczerska w Kijowie

Ławra (nowogr. Λαύρα, przejście) – określenie używane w stosunku do większych (i o szczególnym znaczeniu) męskich monasterów (klasztorów) w Kościele prawosławnym oraz w Kościołach katolickich wschodnich, również w postaci skupionego wokół świątyni zespołu pustelni mnichów ascetów nieprowadzących wspólnego życia zakonnego.
Najważniejszym monasterem prawosławnym jest ławra na górze Athos. Do znanych należą ławra Peczerska, ławra Poczajowska i ławra Świętogórska (wszystkie trzy na Ukrainie) oraz ławra Aleksandra Newskiego w Petersburgu i ławra Troicko-Siergijewska w Siergijew Posadzie koło Moskwy. Ławry podlegają bezpośrednio patriarsze (w Rosji w latach 1721–1917 podlegały synodowi).
Największym monasterem prawosławnym w Polsce jest ławra Supraska, gdzie reaktywowano życie monastyczne w latach dziewięćdziesiątych XX wieku dzięki Sawie, ówczesnemu ordynariuszowi diecezji białostocko-gdańskiej. W Rumunii jako ławra określany jest Monaster Neamț z XIV wieku.
Znanym monasterem greckokatolickim (w jurysdykcji ukraińskiej Cerkwi greckokatolickiej) jest ławra Uniowska koło Lwowa, zamieszkana przez greckokatolickich mnichów reguły studyckiej.